# ジミー・イート・ワールド
ジミー・イート・ワールド(Jimmy Eat World)は、アメリカ合衆国の4人組ロックバンド。1993年にアリゾナ州のメサで結成された。最も商業的に成功を収めているエモバンドのひとつ。

## 略歴
1993年、アリゾナ州メサにて結成。ジム・アドキンスとザック・リンドは幼少期以来の友人である。現在とは異なり、バンド初期はトム・リントンがメインボーカルのパンク・ロック・バンドであった。この時期に4曲入りのEP『One, Two, Three, Four』と1stアルバムとなるインディーズ盤『ジミー・イート・ワールド』をリリースしている。その後、サニー・デイ・リアル・エステイト（90年代に活躍したエモバンド）などに刺激を受け、エモを試み始める。
インディーシーンでのツアーで徐々に注目を集め始め、1995年にキャピトル・レコーズとのメジャーレーベル契約を開始するが、契約直前にミッチー・ポーターが脱退。代わりにトムの友人であったリック・バーチが加入した。契約後、ドライブ・ライク・ジェフのドラム、マーク・トロンビーノをプロデューサーに迎え、翌年にメジャーデビュー作となる2ndアルバム『スタティック・プリヴェイルズ』をリリース。
1999年、3rdアルバム『クラリティ』をリリース。このアルバムからメインボーカルはジムとなり、トムは一部の曲を除いてバックボーカルに止まっている。なお、収録曲の「グッバイ・スカイ・ハーバー」はジョン・アービングの小説『A Prayer for Owen Meany（邦題:オウエンのために祈りを）』に基づいて書かれた。
2001年7月、4thアルバム『ブリード・アメリカン』をリリース。実質的なレーベル契約が無いまま製作が進められたこのアルバムが大ヒットを記録し、アメリカ、カナダにおいてプラチナムを獲得する。同年のアメリカ同時多発テロ事件（9.11）後、アルバムタイトルはその影響を考慮し『ジミー・イート・ワールド』と変更された。このアルバムからシングルカットされた曲の一つである「ザ・ミドル」はバンド最高位のビルボード5位にランクイン、その他の収録曲も映画などの各メディアで多く起用された。
2004年、5thアルバム『フューチャーズ』をリリース。このアルバムではマークに代わりプロデューサーにピクシーズやフー・ファイターズを手掛けたギル・ノートンを起用している。ゴールド獲得。
2007年、6thアルバム『チェイス・ディス・ライト』をリリース。
2008年、「スウィートネス」がアサヒ・スーパードライのCMに起用され、日本でも名を広く知られるようになる。同年4月には『ブリード・アメリカン（ジミー・イート・ワールド）』にライブバージョンやデモを加え、アルバムタイトルを原題に戻したデラックス・エディションがリリースされた。
2010年9月、7thアルバム『インヴェンテッド』をリリース（日本盤は10月リリース）。
2013年6月、8thアルバム『ダメージ』をリリース。(全米４０位)
2016年10月、9thアルバム『インテグリティ・ブルース』をリリース。
2019年10月、10thアルバム『サバイビング』をリリース。

## 名前の由来
バンドの名前は、ギターのトム・リントンの2人の弟（ジミーとエド）の幼い頃の喧嘩を由来としている。毎回体の大きかったジミーに打ち負かされっぱなしだったエドは、ある時クレヨンで不細工に描いたジミーが大きな口を開けて地球を食べようとしている絵を冷蔵庫に貼ったといい、その絵のタイトルが"Jimmy eat world."（“ジミーは世界を喰う奴”）であった。

## メンバー
- ジム・アドキンス (Jim Adkins) - ボーカル、ギター
- ザック・リンド (Zach Lind) - ドラム
- トム・リントン (Tom Linton) - ギター、ボーカル
- リック・バーチ (Rick Burch) - ベース

### ツアーメンバー
- ロビン・ヴァイン (Robin Vining) - キーボード、ギター

### 旧メンバー
- ミッチー・ポーター (Mitch Porter) - 元ベース 1995年に脱退。代わりにリックが加入。

## ディスコグラフィー

### アルバム
| タイトル                     | 詳細 | 最高順位 | 最高順位 | 最高順位 | 最高順位 | 最高順位 | 最高順位 | 最高順位 | 最高順位 | 最高順位 | 最高順位 | 認定                                      |
| タイトル                     | 詳細 | US       | AUS      | AUT      | CAN      | GER      | IRL      | JPN      | NZ       | SWI      | UK       | 認定                                      |
| ---------------------------- | --- | -------- | -------- | -------- | -------- | -------- | -------- | -------- | -------- | -------- | -------- | ----------------------------------------- |
| ジミー・イート・ワールド     | - 原題: Jimmy Eat World - 発売日: 1994年1月23日 - レーベル: Wooden Blue - フォーマット: CD                  | —        | —        | —        | —        | —        | —        | —        | —        | —        | —        | —                                         |
| スタティック・プリヴェイルズ | - 原題: Static Prevails - 発売日: 1996年7月23日 - レーベル: Capitol - フォーマット: CS, CD, DL, LP+7" vinyl | —        | —        | —        | —        | —        | —        | —        | —        | —        | —        | —                                         |
| クラリティ                   | - 原題: Clarity - 発売日: 1999年2月23日 - レーベル: Capitol - フォーマット: CD, DL, LP                      | —        | —        | —        | —        | 47       | —        | —        | —        | —        | —        | —                                         |
| ブリード・アメリカン         | - 原題: Bleed American - 発売日: 2001年7月24日 - レーベル: DreamWorks - フォーマット: CS, CD, DL, LP        | 31       | 54       | —        | —        | 20       | —        | —        | 43       | —        | 62       | - CAN: Platinum - UK: Gold - US: Platinum |
| フューチャーズ               | - 原題: Futures - 発売日: 2004年10月19日 - レーベル: Interscope - フォーマット: CS, CD, DL, LP              | 6        | 27       | —        | 7        | 33       | 51       | —        | —        | 65       | 22       | - CAN: Gold - UK: Silver - US: Gold       |
| チェイス・ディス・ライト     | - 原題: Chase This Light - 発売日: 2007年10月16日 - レーベル: Interscope - フォーマット: CD, DL, LP         | 5        | 30       | 73       | —        | 54       | 56       | 39       | —        | 94       | 27       | —                                         |
| インヴェンテッド             | - 原題: Invented - 発売日: 2010年9月28日 - レーベル: Interscope - フォーマット: CD, DL, LP                  | 11       | 20       | 67       | 21       | 44       | 50       | 40       | —        | 73       | 29       | —                                         |
| ダメージ                     | - 原題: Damage - 発売日: 2013年6月11日 - レーベル: RCA - フォーマット: CD, DL, LP                           | 14       | 26       | 54       | —        | 41       | 91       | 73       | —        | 55       | 38       | —                                         |
| インテグリティ・ブルース     | - 原題: Integrity Blues - 発売日: 2016年10月21日 - レーベル: RCA - フォーマット: CD, DL, LP                 | 17       | 27       | —        | 70       | 35       | 41       | —        | —        | 80       | 21       | —                                         |
| サバイビング                 | - 原題: Surviving - 発売日: 2019年10月18日 - レーベル: RCA - フォーマット: CD, DL, LP                       | 90       | 56       | 72       | —        | 44       | —        | —        | —        | 70       | 21       | —                                         |

## エピソード
- ドラムのザック・リンドの父親は元プロ野球選手で1977年に読売ジャイアンツに在籍したジャック・リンドである。